# Comuna Durnești, Botoșani
Durnești este o comună în județul Botoșani, Moldova, România, formată din satele Băbiceni, Bârsănești, Broșteni, Cucuteni, Durnești (reședința) și Guranda. Începând cu anul 2006, ziua comunei a fost stabilită pe data de 9 mai pentru că există o cruce a eroilor căzuți în războiul pentru independență și în cel de-al doilea război mondial.

## Istoria localității
Primele date cu privire la localitatea Durnești aparțin Cancelariei Domnești din Suceava, de prin 1480. Întemeiat de un boier cu numele Petru Durnea, satul Durnești apare în documentele bisericii din sat ca atestat în 1867. Pe teritoriul vechiului cimitir a existat o mănăstire de călugări cotropită de tătari și arsă ulterior. Numele de Durnești se traduce ca "prost", cuvântul fiind probabil din limba rusă.

## Demografie
Componența etnică a comunei Durnești
     Români (87,34%)
     Alte etnii (0,06%)
     Necunoscută (12,6%)
Componența confesională a comunei Durnești
     Ortodocși (84,23%)
     Penticostali (2,06%)
     Alte religii (1,07%)
     Necunoscută (12,63%)
Conform recensământului efectuat în 2021, populația comunei Durnești se ridică la 3.349 de locuitori, în scădere față de recensământul anterior din 2011, când fuseseră înregistrați 3.741 de locuitori. Majoritatea locuitorilor sunt români (87,34%), iar pentru 12,6% nu se cunoaște apartenența etnică. Din punct de vedere confesional, majoritatea locuitorilor sunt ortodocși (84,23%), cu o minoritate de penticostali (2,06%), iar pentru 12,63% nu se cunoaște apartenența confesională.

## Politică și administrație
Comuna Durnești este administrată de un primar și un consiliu local compus din 13 consilieri. Primarul, Vasile Sasu[*], de la Partidul Național Liberal, este în funcție din 2008. Începând cu alegerile locale din 2024, consiliul local are următoarea componență pe partide politice:
|  | Partid                    | Consilieri | Componența Consiliului | Componența Consiliului | Componența Consiliului | Componența Consiliului | Componența Consiliului | Componența Consiliului | Componența Consiliului |
|  | ------------------------- | ---------- | ---------------------- | ---------------------- | ---------------------- | ---------------------- | ---------------------- | ---------------------- | ---------------------- |
|  | Partidul Național Liberal | 7          |                        |                        |                        |                        |                        |                        |                        |
|  | Partidul Social Democrat  | 6          |                        |                        |                        |                        |                        |                        |                        |

## Personalități născute aici
- Gheorghe Chipail (1905 - 1997), medic chirurg și profesor la Facultatea de Medicină din Iași.